# Giro d'Italia de 1929
Giro d'Italia de 1929 foi a décima sétima edição da prova ciclística Giro d'Italia (Corsa Rosa), realizada entre os dias 19 de maio e 9 de junho de 1929.
A competição foi realizada em 14 etapas com um total de 2.920 km.
O vencedor foi o ciclista Alfredo Binda. Largaram 166 competidores cruzaram a linha de chegada 99 corredores.